# O̥
Cette page contient des caractères spéciaux ou non latins. S’ils s’affichent mal (▯, ?, etc.), consultez la page d’aide Unicode.
O̥ (minuscule : o̥), est un graphème utilisé dans l'écriture du purisimeño et un symbole dans certaines transcriptions phonétiques. Il s'agit de la lettre O diacritée d'un rond souscrit.

## Utilisation
Dans l’alphabet phonétique international le symbole [o̥] représente la voyelle mi-fermée postérieure arrondie dévoisée.
Dans l’orthographie du purisimeño, le o̥ est utilisé pour représenter une voyelle dévoisée suivant la notation phonétique américaniste recommandée par WIELD (Western Institute for Endangered Language Documentation).

## Représentations informatiques
Le O rond souscrit peut être représenté avec les caractères Unicode suivants (latin de base, diacritiques) :
| formes    | représentations | chaînes de caractères | points de code | descriptions                                        |
| --------- | --------------- | --------------------- | -------------- | --------------------------------------------------- |
| capitale  | I̥               | O◌̥                    | U+004F U+0325  | lettre majuscule latine o diacritique rond souscrit |
| minuscule | i̥               | o◌̥                    | U+006F U+0325  | lettre minuscule latine o diacritique rond souscrit |